# ويليام ماثيسون
ويليام ماثيسون (بالإنجليزية: William Mathieson)‏ هو لاعب كرة قدم بريطاني (وحمل سابقاً جنسية المملكة المتحدة لبريطانيا العظمى وأيرلندا) في مركز الهجوم، ولد في 1870 في غلاسكو في المملكة المتحدة. لعب مع مانشستر يونايتد.